# 帶紋南鰍
帶紋南鰍（學名：Schistura desmotes）為輻鰭魚綱鯉形目條鰍科南鰍屬的其中一種。分布於亞洲泰國、馬來西亞的湄南河及眉隆河流域，體長可達6.7公分，棲息在水流湍急、岩石底質的河川底層水域，生活習性不明。